# Mégara (mitología)

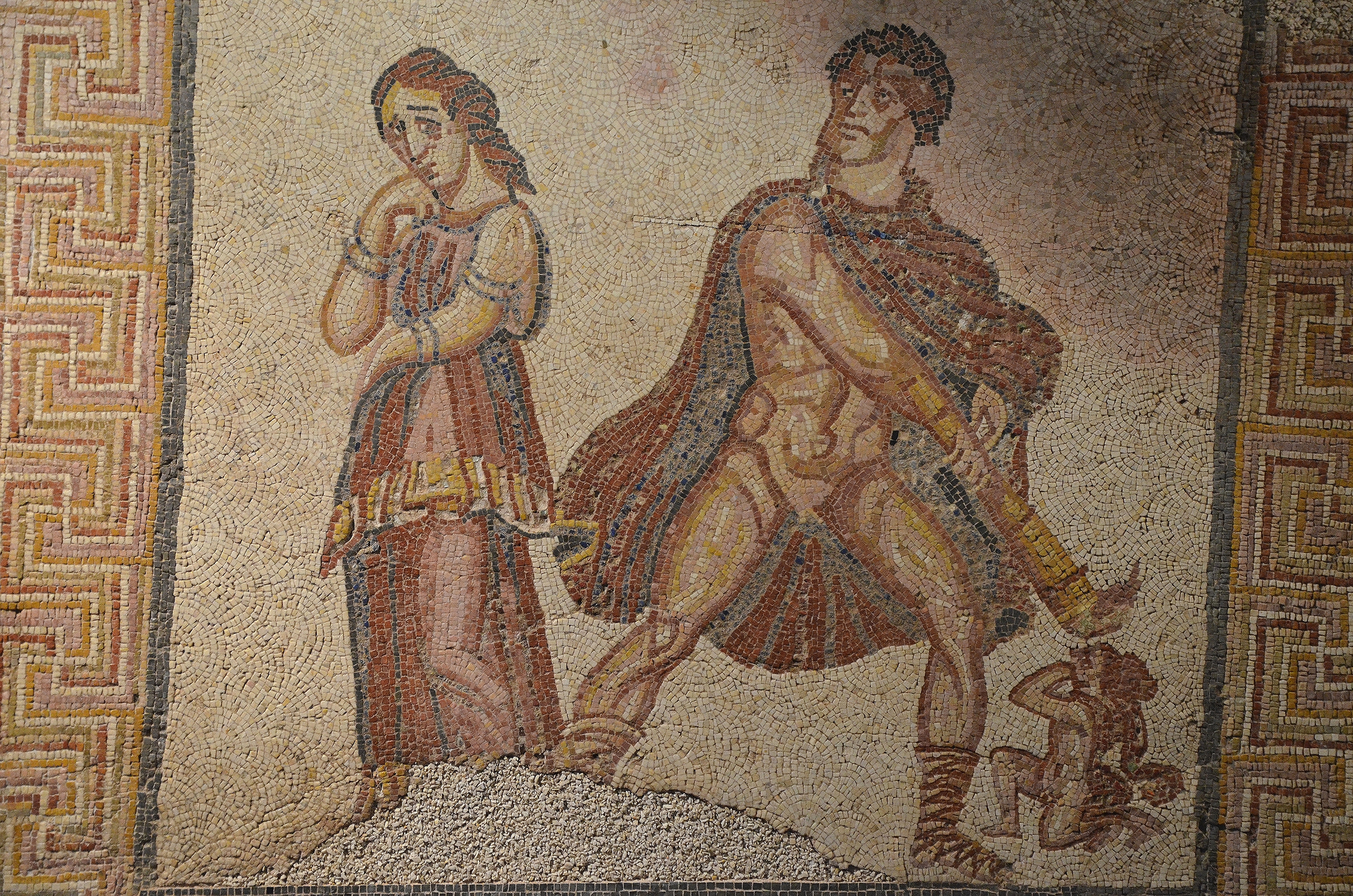
Mégara y Heracles representados en un mosaico romano de la Villa Torre de Palma, cercana a Monforte (Portugal), y conservado en el Museo Nacional de Arqueología de Lisboa.

En la mitología griega, Mégara o Megara (Μεγάρα/Megára) fue la primera esposa de Heracles y era la hija mayor de Creonte, rey de Tebas. La esposa de Creonte, Heníoca, la de largo peplo, pudiera ser la madre de Mégara de manera implícita.
Sucedió que el rey Ergino de Orcómeno había impuesto un tributo que consistía en la entrega de cien vacas al año por parte de los tebanos como ofrenda de paz, después de haber causado muchas muertes entre los habitantes de Tebas. Durante una batalla entre Tebas y Orcómeno, Heracles derrotó con sus propias manos a Ergino y obtuvo como recompensa la mano de Mégara, de manos de Creonte.
Mégara le alumbró a Heracles varios hijos, cuyos nombres varían según cada autor. Se llamaban Terímaco, Creontíades y Deicoonte; o bien Terímaco y Ofites; o puede que Onites, Terímaco, Democoonte y Creontíades; o incluso se dice que eran ocho hijos innominados. Creonte también entregó su hija menor a Ificles, quien ya tenía un hijo, Yolao, de Automedusa, hija de Alcátoo. Mégara se refiere a su hermana menor como Pirra, y también refiere que sufría por el destino reservado en su matrimonio con Ificles, pues sus hijos también murieron a manos de Heracles.
En el Heracles de Eurípides se nos dice que Lico, aquí como hijo de Poseidón, se ha apoderado de Tebas aprovechando la disensión entre los tebanos y, tras derrocar a Creonte, pretendió matar a la familia de Heracles —Anfitrión, Mégara y a los tres hijos de esta—. Pero estos, acogido al asilo de los altares, se mantuvieron a la espera de que volviera Heracles. Tzetzes dice que Lico violó a Mégara y por eso Heracles le disparó con una flecha hasta matarlo.
Después del combate contra los minios, Hera, celosa, lo enloqueció y Heracles arrojó al fuego a sus hijos habidos en Mégara y a dos de Ificles; por ello se condenó a sí mismo al exilio. Dependiendo de la versión se dice que Heracles mató a su propia mujer y a sus hijos o bien Heracles mató tanto a los hijos de Ificles como a los suyos propios. Más adelante, después de haber expiado sus crímenes y haber terminado los doce trabajos Heracles llegó a Tebas y entregó Mégara a Yolao. Se dice que Heracles, debido a la desgracia sobrevenida a sus hijos, le asustaba procrear con Mégara, y se puso a buscar una mujer que le pudiera dar hijos sin temor. Por esta razón pretendió en matrimonio a Yole, la hija de Éurito, soberano de Ecalia. Finalmente Yolao y Mégara se casaron pero se dice que en ese momento ella tenía treinta y tres años en tanto que Yolao solo contaba con dieciséis. De Yolao, e implícitamente también de Mégara (porque no se le conoce otra esposa a aquel) nació una hija, Lipefilene.
No hay que confundir a ésta con Megera, una de las tres Erinias de la mitología griega, diosas infernales del castigo y la venganza.